# 8148 Golding
8148 Golding è un asteroide della fascia principale. Scoperto nel 1985, presenta un'orbita caratterizzata da un semiasse maggiore pari a 2,2634484 UA e da un'eccentricità di 0,0568896, inclinata di 0,56747° rispetto all'eclittica.